# Friedrich Levin von Holmer
Friedrich Levin von Holmer, ab 1777 Graf von Holmer (* 13. September 1741 in Kiel; † 10. Mai 1806 in Oldenburg) war am Ende der Großfürstlichen Zeit Holstein-Gottorfischer Beamter und später Oberlanddrost und dirigierender Minister des Herzogtums Oldenburg. Für seine Verdienste wurde er in den Reichsgrafenstand erhoben.

## Leben

### Frühe Jahre
Holmer war der Sohn des Freiherrn Magnus Friedrich von Holmer (1704–1775) und dessen Ehefrau Caroline Friederike, geb. von der Wich (1719–1780), einer Tochter des britischen Ministerresidenten bei den Hansestädten Sir Cyril Wyche, 1. Baronet und Enkelin von Magnus von Wedderkop. Er entstammte damit einer holsteinischen Adelsfamilie, die in hohe Ämter der gottorfischen Verwaltung aufgestiegen und durch Heirat mit den führenden Geschlechtern des Landes verbunden war. Sein Vater war Mitglied des Geheimen Regierungconseils in Kiel, der obersten Regierungsbehörde des Gottorfer Anteils am Herzogtum Holstein, die direkt dem zum russischen Thronfolger bestimmten Herzog Karl Peter Ulrich und nach seinem Tod der russischen Kaiserin Katharina II. unterstand. Holmer studierte April 1757 Rechtswissenschaft an der Kieler Universität und trat danach auf Vermittlung seines Vaters ebenfalls in den holstein-gottorfischen Verwaltungsdienst ein, in dem er rasch Karriere machte. 1761 wurde er zum Kammerjunker ernannt und trat 1763 in die Justizkanzlei in Kiel ein. 1764 wurde er Geheimer Referendar und Protokollführer des Geheimen Regierungsconseils, 1766 Mitglied des Generallandes- und Ökonomie-Verbesserungs-Direktoriums, 1769 Landrat sowie Vorsitzender Rat in der Rentenkammer, 1770 Mitglied des Forst- und Baudepartements und 1773 auch Amtmann des in der Nähe Kiels gelegenen Amtes Kronshagen.
Bereits mit dreißig Jahren war er in den Rang eines Konferenzrates aufgestiegen, was neben seiner adligen Herkunft und verwandtschaftlichen Beziehungen auch durch Tatkraft, Organisationstalent und Verwaltungsbegabung sowie Arbeitseifer ermöglicht wurde. Durch diese Eigenschaften zog Holmer die Aufmerksamkeit des holstein-gottorpischen Staatsministers Caspar von Saldern auf sich. Saldern war als vertrauter Berater Katharinas II. maßgeblich an den russisch-dänischen Verhandlungen beteiligt, die 1773 zum Abschluss des Vertrages von Zarskoje Selo führten. Hierbei trat die in Russland auf den Thron gelangte ältere Linie des Hauses Holstein-Gottorp ihre Besitzungen in Holstein an Dänemark ab und erhielt im Austausch dafür die Grafschaften Oldenburg und Delmenhorst, die sie im Dezember 1773 an die mit Besitzungen weniger gut versorgte jüngere Linie Holstein-Gottorf weitergab. Dadurch wurden die Reibungsflächen zwischen Russland und Dänemark zu einem einvernehmlichen Ende geführt.

### Eintritt in oldenburgische Dienste
Saldern bot dem neuen oldenburgischen Landesherrn und Fürstbischof des Hochstifts Lübeck Friedrich August den inzwischen bewährten Holmer für die Position des ersten Ministers an, da sich Friedrich Augusts bisheriger Minister Henning Benedikt von Rumohr den erweiterten Aufgaben nicht gewachsen fühlte. Holmer wurde die Position angeboten, jedoch zögerte er zunächst, weil diese Rolle offenbar seinem Ehrgeiz zu klein erschien und er hoffte, mit Hilfe Salderns in Russland ein bedeutendere Tätigkeit zu finden. Schließlich akzeptierte er jedoch, da seine Erwartungen sich nicht erfüllten und ihm sonst nur der Übertritt in den dänischen Staatsdienst geblieben wäre. Dieser kam für ihn nicht in Frage, da er – wie sein Vater – zu den Gegnern einer Aussöhnung mit dem Königreich Dänemark gehörte. Auch die dänische Regierung sah ihn deshalb lieber in Eutin und Oldenburg als in Kiel.

### Tätigkeit für das Herzogtum Oldenburg
Am 6. Mai 1774 wurde Holmer zum Geheimen Rat und dirigierenden Minister des neu entstandenen Herzogtum Oldenburg ernannt, fünf Tage später wurde er dazu Oberlanddrost der Grafschaften Oldenburg und Delmenhorst. Diese Doppelstellung sollte eine einheitliche Verwaltung sowie das Zusammenwachsen der beiden räumlich getrennten Staatsgebiete, des Fürstbistums Lübeck und der Grafschaften, gewährleisten. Auf Dauer bewährte sie sich jedoch nicht. Im Gegenteil gerieten infolge des ständigen Wechsels des Ministers zwischen Eutin, wo Herzog Friedrich August weiterhin residierte, und Oldenburg die Entscheidungsprozesse immer dann ins Stocken, wenn Holmer das jeweilige Verwaltungszentrum verließ. Aus Rücksicht auf ihn blieb aber diese Ämterkumulation zeit seines Lebens bestehen, erst nach seinem Tode erfolgte die Trennung zwischen dem Kabinett und den Landeskollegien innerhalb des Herzogtums.
Holmer sicherte sich innerhalb kürzester Zeit eine dominierende Stellung in dem kleinen, überschaubaren Staat. Als Premierminister hatte er eine quasi-hegemoniale Stellung und bildete auf dem Höhepunkt seines Einflusses das eigentliche Entscheidungszentrum des Herzogtums.
Ludwig Starklof fasste später das allgemeine Urteil zusammen:

„Unter Herzog Friedrich August war er der eigentliche Regent, ja mehr als der Fürst […] Er machte und entschied alles, dem Herzog blieb nur das Unterzeichnen.“

Holmers herausragende Stellung war allerdings nur eine Folge einer zufälligen persönlich-dynastischen Konstellation und hatte keinen Bestand. Sie resultierte eher daraus, dass Herzog Friedrich August sich mehr für seine persönlichen Liebhabereien interessierte als für die Verwaltung seines Landes und ihm daher erleichtert alle Entscheidungen überließ.
Holmers erste Aufgabe war es, die Verhandlungen über die Modalitäten der Erhebung des neuen Staates zum Herzogtum mit den kaiserlichen Behörden in Wien zu führen, die mit der feierlichen Investitur Friedrich Augusts im März 1777 abgeschlossen wurden. Um die Existenz des Herzogtums zu sichern, sorgte er gleichzeitig auch für die Regelung der Nachfolgefrage. Der geisteskranke Sohn des Herzogs wurde im Februar 1777 von einem Ärztekollegium für regierungsunfähig erklärt und dessen Vetter — Peter Friedrich Ludwig von Holstein-Gottorp zum Administrator und schlussendlichen Nachfolger bestimmt. Für seine Verdienste als Unterhändler wurde Holmer im Juli 1777 von Kaiser Joseph II. in den Reichsgrafenstand erhoben.
Am 16. April 1786 erhielt er die Bischöfliche Präbende im Lübecker Domkapitel, auf die er noch im selben Jahr zugunsten eines Sohnes verzichtete.

### Tätigkeit als Minister
In der inneren Verwaltung war Holmer den Ideen der Zeit aufgeschlossen und stand der der Aufklärungsbewegung in einer gemäßigten nordwestdeutschen Ausprägung nahe. Somit setzte er erste vorsichtig-bedächtige Reformvorhaben in Gang. Mit der Vermessung des Landes initiierte er die notwendigen planerischen Grundlagen für die Wirtschafts- und Verkehrspolitik. Die Entfestigung Oldenburgs und die Umwandlung der Wälle in Promenaden schufen Voraussetzung für das spätere Wachstum der Stadt.
Unter der Leitung Holmers griff die oldenburgische Verwaltung auch das Armenproblem auf, das zu den beherrschenden Themen der Zeit gehörte. Mit der Einrichtung einer Witwen- und Waisenkasse (1779) und vor allem mit der neuen Armenordnung von 1786, die das gesamte Staatsterritorium einschloss, gelang ihm ein eigenständiger Beitrag zur „Lösung“ des Problems. Eine wichtige Orientierung waren dabei hamburgische Einflüsse und das von Georg Christian Oeder initiierte aufgeklärte dänische Reformmodell.
Das pragmatisch ausgerichtete Programm zur Entwicklung und Modernisierung des Kleinstaates war ein Gemeinschaftswerk einer kleinen Spitzengruppe der oldenburgischen Bürokratie, der neben Holmer u. a. der Landvogt Oeder, der Kammerdirektor Friedrich Wilhelm von Hendorff, der Justizrat Gerhard Anton von Halem und der Justizrat und Kabinettssekretär Ludwig Benedict Trede angehörte.
Holmer hatte die zentrale Position in diesem Beamtenapparat inne, was mit einigen Privilegien verbunden war. So residierte er bei seinen Aufenthalten in Oldenburg in dem neuen, nach ihm benannten Flügel des Schlosses, den Georg Greggenhofer 1774/78 erbaut hatte, um den gestiegenen Ansprüchen an staatliche Selbstdarstellung zu genügen. In der Lambertikirche lag der Platz des Ministers neben dem herzoglichen Stuhl und er wurde nach dem Landesherrn in das Fürbittengebet der Gemeinde eingeschlossen. Holmers Selbsteinschätzung entsprechende, glänzende Repräsentation ruinierte allerdings sein Familienvermögen.
Nach dem Regierungsantritt Peter Friedrich Ludwigs 1785 verlor Holmer seine Leitungsposition und seine bisherige Machtstellung wurde empfindlich beschränkt. Der junge Herzog wollte selbst regieren und bestand bei seinen Ministern auf Unterordnung innerhalb ihrer Ämter. Allerdings fand sich Holmer nach anfänglichen Spannungen mit seinem Machtverlust ab, zumal der Herzog seine Befugnisse nach außen hin nicht antastete. So konnte Peter Friedrich Ludwig die Erfahrung und praktische Klugheit Holmers weiterhin nutzen und arbeitete über zwanzig Jahre lang vertrauensvoll mit ihm zusammen. Holmer starb am 10. Mai 1806 völlig unerwartet, was auch für Herzog Peter Friedrich Ludwig als schwerer Verlust eingeschätzt wurde. Nach der Volkssage, so Karl Eduard Vehse, starb er durch Selbstmord.
Holmers Grabspruch auf dem von Herzog Peter Friedrich Ludwig gestifteten Ehrengrabmal auf dem Gertrudenfriedhof in Oldenburg fasst seine Tätigkeitsbereiche zusammen:

„Bieder war er, gerecht, und mit Wahrem einet' er Schönes;
Alles, was Menschen betraf, fühlte sein menschliches Herz.“

Holmer war auch literarisch interessiert, so war er mit Graf Friedrich Leopold zu Stolberg und Friedrich Wilhelm Sturz eng befreundet. Gerhard Anton von Halem widmete ihm nach seinem Tod das Gedicht Elegie bei Holmer's Grabe, das sein Verhältnis zu den beiden in ihren Persönlichkeiten sehr verschiedenen ersten oldenburgischen Herzögen, unter denen er diente, treffend charakterisiert.

## Wertung
Holmer gehörte zweifellos zu den bedeutenderen kleinstaatlichen Ministern seiner Zeit. Hochgebildet und vielseitig interessiert, stand er in Verbindung mit den besten Köpfen Norddeutschlands und leitete als Repräsentant einer handlungsfähigen Beamtenschaft im Bündnis mit dem absoluten Fürstenstaat jene Reformen von oben ein, die Oldenburg innerhalb der niedersächsischen Aufklärungslandschaft zum „kleinstaatlich-ländlichen Modell der Aufklärung“ machten und die Durchsetzung der Bürgerlichen Gesellschaft vorbereiteten.

## Familie
Holmer heiratete am 7. Februar 1779 die aus Mecklenburg stammende Sophie Henriette Elisabeth geb. Freiin von der Lühe (1759–1839). Das Paar hatte einen Sohn Magnus Friedrich von Holmer (1781–1857), der als Redakteur der Hippologischen Blätter und Fachmann für Pferdezucht tätig war. Mit ihm starb die Familie im Mannesstamm aus.